# Haumea Corona
Haumea Corona is een corona op de planeet Venus. Haumea Corona werd in 1994 genoemd naar Haumea, godin van de vruchtbaarheid in de Hawaïaanse mythologie.
De corona heeft een diameter van 375 kilometer en bevindt zich in het quadrangle Fortuna Tessera (V-2).